# 村上玉樹
村上 玉樹（むらかみ たまき）は、日本の国土交通官僚。国土交通省東北運輸局次長や、海上保安庁第一管区海上保安本部長、津軽海峡フェリー代表取締役社長、同社代表取締役会長を経て、東京九州フェリー代表取締役社長

## 人物・経歴
兵庫県神戸市出身。東京大学法学部卒業。1982年運輸省入省。運輸省地域振興企画官、経済企画庁物価管理室長、海上保安庁第四管区海上保安本部総務部長等を経て、2001年国土交通省中部運輸局企画振興部長。
2002年国土交通省鉄道局業務課貨物鉄道室長。2003年海上保安庁警備救難部環境防災課長。2004年海上保安庁交通部安全課長。2005年国土交通省海事局船員政策課長。
2007年国土交通省東北運輸局次長。2009年国土交通省港湾局総務課長。2010年海上保安庁第七管区海上保安本部次長。2011年海上保安庁総務部参事官（警備救難部）。2012年海上保安庁第一管区海上保安本部長。
2014年新関西国際空港取締役兼執行役員。2016年国土交通省大臣官房付、退官、津軽海峡フェリー顧問。2017年津軽海峡フェリー代表取締役社長。2024年津軽海峡フェリー代表取締役会長。2025年東京九州フェリー代表取締役社長。